# Bunny Abbott

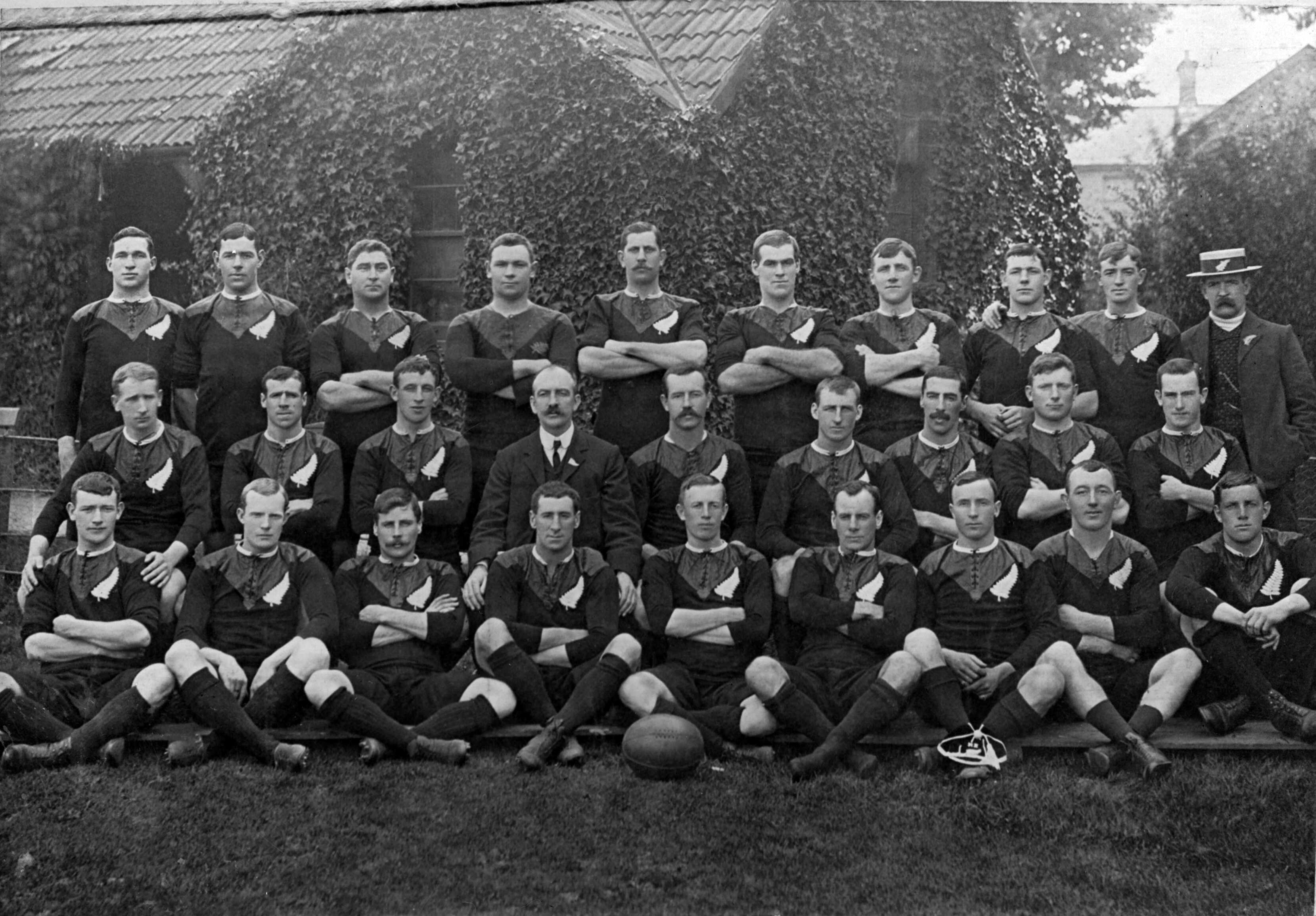
Oryginalni All Blacks 1905-1906

Bunny Abbott (ur. 17 czerwca 1882 w Camerontown, zm. 16 stycznia 1971 w Palmerston North) – nowozelandzki rugbysta, reprezentant kraju.
Grać w rugby rozpoczął, kiedy służył w Południowej Afryce podczas wojen burskich. Po powrocie do kraju występował na pozycji skrzydłowego ataku w drużynach z terenu Taranaki i Wanganui w latach 1904–1914 oraz w narodowej reprezentacji w latach 1905–1906.
Uczestniczył w pierwszym w historii tournée Nowozelandczyków do Europy i USA. Łącznie w barwach All Blacks wystąpił w jedenastu spotkaniach, w tym jednym testmeczu – 1 stycznia 1906 roku na Parc des Princes przeciw Francji zdobywając osiem punktów. W ostatnim meczu tej wyprawy zagrał natomiast przeciwko Nowej Zelandii w towarzyskim meczu w drużynie Kolumbii Brytyjskiej, w którym zdobył jedno przyłożenie.
Dwukrotnie stanął naprzeciw British and Irish Lions: z łączoną drużyną Taranaki/Ranganui/Manawatu w 1904 oraz w 1908 z zespołem Wanganui – w tym drugim spotkaniu będąc kapitanem.
Po zakończeniu kariery sportowej został kowalem.